# Myiothlypis roraimae
La reinita del Roraima (Myiothlypis roraimae) es una especie de ave paseriforme de la familia Parulidae propia de Sudamérica.

## Distribución y hábitat
Se distribuye en las selvas húmedas de las regiones de tepuy en el sur de Venezuela, el oeste de Guyana y extremo norte de Brasil.